# FC Baden
FC Baden is een Zwitserse voetbalclub uit Baden, een plaats in het Duitstalige kanton Aargau. De club speelde zeven seizoenen in de hoogste klasse, waarvan zes in de beginjaren van de competitie. De traditionele kleuren zijn rood en wit.

## Geschiedenis
In het seizoen 1985/86 was het de laatste keer dat FC Baden in de Nationalliga A (de huidige Super League) speelde. Daarna kon de club zich nog twintig seizoenen handhaven in de Nationalliga B (de huidige Challenge League), maar vanaf 2006/07 speelt de club opnieuw in de derde klasse na 24 jaar afwezigheid daar.
In 2011/12 liep FC Baden de versoepelde promotie naar de Promotion League net mis, waardoor de club in feite degradeerde naar het vierde niveau, de 1. Liga. Daarna werd er vijf keer deelgenomen aan de finalewedstrijden voor promotie, maar vijf keer werd verloren. Bij de zesde poging, in 2022, werd de finale wel (op doelsaldo) gewonnen tegen FC Paradiso (3–1 thuis, 1–0 uit), waardoor het naar de Promotion League steeg.
Het jaar erop steeg FC Baden 1897 als nummer drie direct naar de Challenge League, mede dankzij een competitiehervorming. Na 17 jaar keerde het daarmee terug in het profvoetbal. Het moest wel de toezeggingen doen om het stadion Esp aan te passen aan de eisen voor deelname aan de Challenge League.
| Periode   | Niveau |
| --------- | ------ |
| 1904–1914 | I      |
| 1916–1917 | I      |
| 1964–1969 | II     |
| 1979–1980 | II     |
| 1980–1982 | III    |
| 1982–1985 | II     |
| 1985–1986 | I      |
| 1986–2006 | II     |
| 2006–2012 | III    |
| 2012–2022 | IV     |
| 2022–2023 | III    |
| 2023–2024 | II     |
| 2024–     | III    |

## Eindklasseringen
- 1960 8e
1. Liga
- 1961 2e
1. Liga
- 1962 1e
1. Liga
- 1963 2e
1. Liga
- 1964 1e
1. Liga
- 1965 12e
Nationalliga B
- 1966 12e
Nationalliga B
- 1967 10e
Nationalliga B
- 1968 12e
Nationalliga B
- 1969 13e
Nationalliga B
- 1970 1e
1. Liga
- 1971 10e
1. Liga
- 1972 9e
1. Liga
- 1973 6e
1. Liga
- 1974 4e
1. Liga
- 1975 6e
1. Liga
- 1976 7e
1. Liga
- 1977 9e
1. Liga
- 1978 8e
1. Liga
- 1979 2e
1. Liga
- 1980 14e
Nationalliga B
- 1981 8e
1. Liga
- 1982 1e
1. Liga
- 1983 12e
Nationalliga B
- 1984 5e
Nationalliga B
- 1985 2e
Nationalliga B
- 1986 16e
Nationalliga A
- 1987 5e
Nationalliga B
- 1988 12e
Nationalliga B
- 1989 4e
Nationalliga B
- 1990 1e
Nationalliga B
- 1991 2e
Nationalliga B
- 1992 2e
Nationalliga B
- 1993 7e
Nationalliga B
- 1994 5e
Nationalliga B
- 1995 11e
Nationalliga B
- 1996 6e
Nationalliga B
- 1997 6e
Nationalliga B
- 1998 7e
Nationalliga B
- 1999 5e
Nationalliga B
- 2000 4e
Nationalliga B
- 2001 8e
Nationalliga B
- 2002 10e
Nationalliga B
- 2003 7e
Nationalliga B
- 2004 14e
Challenge League
- 2005 17e
Challenge League
- 2006 17e
Challenge League
- 2007 14e
1. Liga
- 2008 1e
1. Liga
- 2009 7e
1. Liga
- 2010 4e
1. Liga
- 2011 3e
1. Liga
- 2012 3e
1. Liga
- 2013 1e
1. Liga
- 2014 3e
1. Liga
- 2015 3e
1. Liga
- 2016 1e
1. Liga
- 2017 4e
1. Liga
- 2018 10e
1. Liga
- 2019 1e
1. Liga
- 2020 5e
1. Liga
- 2021 2e
1. Liga
- 2022 1e
1. Liga
- 2023 3e
Promotion League
- 2024 10e
Challenge League

- Niveau 1
- Niveau 2
- Niveau 3
- Niveau 4

Tot 2003 stonden de hoogste twee divisies bekend als Nationalliga A en B. De Promotion League (derde klass) stond tot 2014 bekend als 1. Liga.
Vanaf seizoen 2013/14 is de 1. Liga het vierde niveau en de 2. Liga Interregional het vijfde niveau.

## Resultaten
| Seizoen | Klasse | Klasse | Klasse | Klasse | Klasse | Klasse | Klasse | Klasse | Klasse | Reeks                                           | Punten                                          | Opmerkingen                                                            |
|         | I      | II     | III    | IV     | V      | VI     | VII    | VIII   |        |                                                 |                                                 |                                                                        |
| ------- | ------ | ------ | ------ | ------ | ------ | ------ | ------ | ------ | ------ | ----------------------------------------------- | ----------------------------------------------- | ---------------------------------------------------------------------- |
| 1999/00 |        | 4      |        |        |        |        |        |        |        | Nationalliga B                                  |                                                 | 8ste in promotieplayoff                                                |
| 2000/01 |        | 10     |        |        |        |        |        |        |        | Nationalliga B                                  |                                                 | 4de in degradatieplayoff                                               |
| 2001/02 |        | 9      |        |        |        |        |        |        |        | Nationalliga B                                  |                                                 | 6de in degradatieplayoff                                               |
| 2002/03 |        | 10     |        |        |        |        |        |        |        | Nationalliga B                                  |                                                 | 3de in degradatieplayoff                                               |
| 2003/04 |        | 14     |        |        |        |        |        |        |        | Challenge League                                | 31                                              |                                                                        |
| 2004/05 |        | 17     |        |        |        |        |        |        |        | Challenge League                                | 28                                              |                                                                        |
| 2005/06 |        | 17     |        |        |        |        |        |        |        | Challenge League                                | 27                                              | Degradatie                                                             |
| 2006/07 |        |        | 14     |        |        |        |        |        |        | 1. Liga (groep 3)                               | 31                                              |                                                                        |
| 2007/08 |        |        | 1      |        |        |        |        |        |        | 1. Liga (groep 3)                               | 63                                              | Verlies in promotiewedstrijd                                           |
| 2008/09 |        |        | 7      |        |        |        |        |        |        | 1. Liga (groep 3)                               | 43                                              |                                                                        |
| 2009/10 |        |        | 4      |        |        |        |        |        |        | 1. Liga (groep 3)                               | 49                                              |                                                                        |
| 2010/11 |        |        | 3      |        |        |        |        |        |        | 1. Liga (groep 3)                               | 53                                              | Promotiewedstrijd verloren                                             |
| 2011/12 |        |        | 3      |        |        |        |        |        |        | 1. Liga (groep 2)                               | 60                                              | Geen kwalificatie voor nieuw te vormen Promotion League (derde niveau) |
|         | I      | II     | III    | IV     | V      | VI     | VII    | VIII   | IX     | Invoer van de Promotion League als derde niveau | Invoer van de Promotion League als derde niveau | Invoer van de Promotion League als derde niveau                        |
| 2012/13 |        |        |        | 1      |        |        |        |        |        | 1. Liga Classic (gr. 2)                         | 59                                              | Promotiewedstrijd verloren                                             |
| 2013/14 |        |        |        | 3      |        |        |        |        |        | 1. Liga Classic (gr. 2)                         | 43                                              | Promotiewedstrijd verloren                                             |
| 2014/15 |        |        |        | 3      |        |        |        |        |        | 1. Liga (groep 3)                               | 46                                              | Promotiewedstrijd verloren                                             |
| 2015/16 |        |        |        | 1      |        |        |        |        |        | 1. Liga (groep 3)                               | 51                                              | Promotiewedstrijd verloren                                             |
| 2016/17 |        |        |        | 4      |        |        |        |        |        | 1. Liga (groep 2)                               | 47                                              |                                                                        |
| 2017/18 |        |        |        | 10     |        |        |        |        |        | 1. Liga (groep 2)                               | 28                                              |                                                                        |
| 2018/19 |        |        |        | 1      |        |        |        |        |        | 1. Liga (groep 3)                               | 57                                              | Promotiewedstrijd verloren                                             |
| 2019/20 |        |        |        | 5*     |        |        |        |        |        | 1. Liga (groep 2)                               | 23*                                             | Competitie geannuleerd vanwege coronapandemie                          |
| 2020/21 |        |        |        | 2*     |        |        |        |        |        | 1. Liga (groep 2)                               | 31                                              | Halve competitie gespeeld vanwege coronapandemie                       |
| 2021/22 |        |        |        | 1      |        |        |        |        |        | 1. Liga (groep 3)                               | 54                                              | Promotiewedstrijd gewonnen                                             |
| 2022/23 |        |        | 3      |        |        |        |        |        |        | Promotion League                                | 58                                              | Gepromoveerd                                                           |

## Bekende (oud-)spelers
- Pascal Bader
- Stephan Balmer
- Patrick Bettoni
- Pierre Blättler
- Stefan Blunschi
- Giorgio Contini
- Philippe Douglas
- Marc Hodel
- Ronald Hoop
- Samir Kozarac
- Heinz Lüdi
- Giuseppe Mazzarelli
- André Meyer
- Mladen Petrić
- Raimondo Ponte
- Massimo Rizzo
- Urs Schönenberger
- David Sesa
- Haris Škoro
- Marvin Spielmann
- Hanspeter Stocker
- Michael Stocklasa
- René Sutter
- Danny Tiatto
- Roger Wehrli
- Pascal Zaugg